# Hourglass (kantoorgebouw)
Hourglass is een kantoorgebouw in het Amsterdamse zakendistrict van de Zuidas. Het gebouw is tegen kantoorgebouw NoMA House aangebouwd en ligt naast de Ringweg A10 (project Zuidasdok), met de hoofdingang aan de Parnassusweg en met de westzijde aan de Clara Schumannstraat. De naam van het gebouw is Engels voor zandloper en verwijst naar de vorm van het gebouw, dat van boven en van onderen naar het midden toe taps toeloopt. Het gebouw is opgetrokken uit in klimbekisting gegoten betonnen liftkernen en prefab gevelelementen met een lichte, natuurstenen afwerking. Na oplevering trokken advocatenkantoor Loyens & Loeff en hotelketen Premier Suites erin. 